# 黃土湯
黃土湯，出自《傷寒雜病論》。

## 主治
- 吐血不止者。
- 下血，先便而後血者。[1]

## 外部連結
- 黃土湯 中藥方劑圖像數據庫 (香港浸會大學中醫藥學院) （中文）（英文）